# Nestor Dinculeană
Nestor Dinculeană, pe numele laic Dumitru-Cristian Dinculeană, (n. 11 iunie 1983, Craiova, România) este un cleric ortodox român care îndeplinește în prezent funcția de episcop al Devei și Hunedoarei.

## Biografie
Între anii 2003-2007 a urmat cursurile Facultății de Teologie Ortodoxă din Craiova, Secția Teologie Pastorală.
În 2009 a absolvit un master la aceeași instituție de învățământ.
În 2009 a fost tuns în monahism și a primit numele de Nestor. A fost hirotonit ieromonah în 2011 și hirotesit arhimandrit în 2014.
A urmat cursuri de doctorat, între 2011-2014, la Facultatea de Teologie Ortodoxă din Alba Iulia.
A obținut o bursă de studiu la Padova-Italia în vederea redactării tezei de doctorat (2012-2013). A obținut titlul de doctor în 2015.
25 februarie 2021 arhimandritul Nestor a fost ales arhiereu-vicar al Episcopiei Devei și Hunedoarei. Pe același post a candidat și arhimandritul Gherontie Ciupe, consilier eparhial la Sectorul pastoral-liturgic al Episcopiei Devei și Hunedoarei.
A fost hirotonit episcop la 7 martie 2021, la Catedrala „Adormirea Maicii Domnului” din Deva.
În data de 16 decembrie 2021 Sfântul Sinod al BOR l-a ales episcop al Episcopiei Devei și Hunedoarei. Pe același post a candidat si arhimandritul Gherontie Ciupe, consilier eparhial la Sectorul pastoral-liturgic al Episcopiei Devei și Hunedoarei.
Întronizarea ca episcop al Devei și Hunedoarei a avut loc in 26 decembrie 2021 în prezența mitropolitului Laurențiu Streza, înconjurat de un sobor de ierarhi, preoți și diaconi. 